# Схірмоннікоґ (національний парк)
Національний парк Схірмоннікоґ — національний парк у нідерландській провінції Фрісландія. Він був заснований у 1989 році. Охоплює близько 72 км2 (28 миля2), більша частина острова Схірмонніког.

## Пейзаж та історія

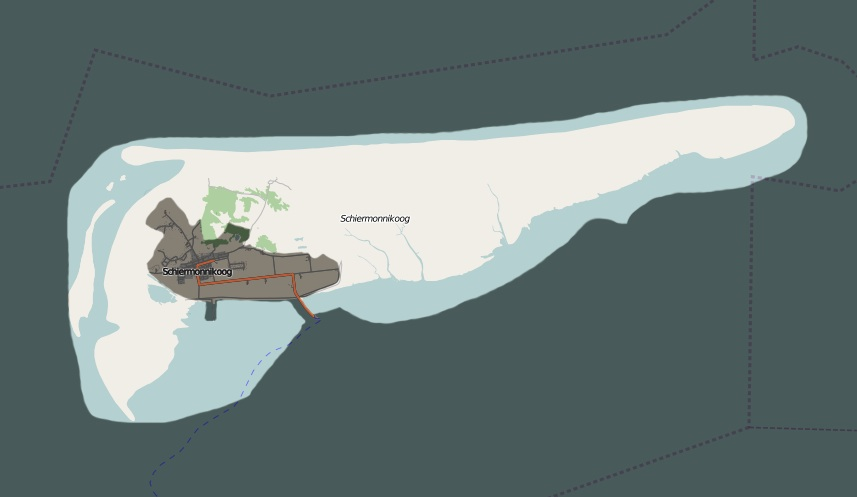
Карта парку Схірмоннікоґ

Острів виник під час останнього льодовикового періоду, і з тих пір його форма дуже змінювалася. Домінуючими процесами є перенесення піску, ерозія та седиментація вздовж берегів, характерні для приливного ландшафту. Раніше на острові жило небагато людей, переважно рибалки. Приблизно в 1900 році держава розпочала програми лісового господарства, щоб запобігти заносу піску. Крім того, для захисту острова та його населення були побудовані дамби. Деякі з боліт із часом були насипані та перетворені на польдери для сільського господарства. Протягом 20-го століття туризм і відпочинок стали більш важливими, і частина острова була визначена природним заповідником. Наразі на острові є дюни, ліси, польдери, припливні рівнини, болота та пляжі, а також невелике озеро та село.

## Флора, фауна і гриби
На острові дуже багата фауна, флора і гриби. У дюнах трапляються глід одноматочковий, обліпиха звичайна, жимолость; на болотах кермек, морський полин, солончакова айстра і стеклярус. По всьому острову можна зустріти лишайники та гриби, а також багато видів комах. На болотах і припливно-відпливних територіях зустрічаються тисячі птахів, таких як коловодник звичайний, казарка білощока, косар, лунь, кулик-сорока, побережник ісландський, грицик малий, кульон і мартин сріблястий. У минулому кролики були дуже поширеними, але через геморагічної хвороби кроликів (ГХК) цей вид зараз рідкісний. У морі водяться сірий тюлень, звичайний тюлень, камка і багато видів морських водоростей.

## Управління
Natuurmonumenten відповідає за управління національним парком і Рейксватерштат за захист узбережжя. Однією з цілей управління є зробити дюни більш динамічними. Пташині колонії охороняються шляхом регулювання чисельності відвідувачів у весняно-літній період.

## Відпочинок
Острів є популярним місцем для відвідування, особливо пляжі. Оскільки острів ізольований, відвідувачам заборонено користуватися автомобілями. Через те, що на острові дуже мало жителів і фермерів, це один із найкраще охоронюваних голландських національних парків. У селі Схірмонніког є центр для відвідувачів. Є один кемпінг і кілька готелів і ресторанів.